# Solex (muzyk)
Solex, właśc. Elisabeth Esselink (ur. 14 sierpnia 1965 w Delfcie) – holenderska kompozytorka i wykonawczyni muzyki elektronicznej, była członkini holenderskiej indiepopowej grupy Sonetic Vet.
Solex korzysta z samplingu w szerokim zakresie. Styl muzyczny reprezentowany przez nią określa się mianem lo-fi techno popu.

## Dyskografia

### Albumy długogrające
- Solex vs. The Hitmeister (wyd. Matador Records, 1998)
- Pick Up (wyd. Matador Records, 1999)
- Low Kick and Hard Bop (wyd. Matador Records, 2001)
- The Laughing Stock of Indie Rock (wyd. Arena Rock Recording Coompany, 2004)
- In the Fishtank, Vol. 13 (wyd. In the Fishtank, 2005) – wraz z Maarten Altena Ensemble, w ramach projektu wydawniczego In the Fishtank
- Amsterdam Throwdown King Street Showdown! (wyd. Bronzerat Records, 2010) – Solex, Jon Spencer i Cristina Martinez
- Solex Ahoy! The Sound Map of the Netherlands (wyd. Bronzerat Records / Seriés Aphōnos, 2013) – ścieżka dźwiękowa do filmu pod podobnym tytułem

### EPki
- Athens, Ohio  (wyd. Matador Records, 2000)
- Solex (wyd. JeBu Records, 2005)[2]